# Clarins Open
Il Clarins Open è stato un torneo femminile di tennis che si disputava a Parigi in Francia su campi in terra rossa dal 1987 al 1992, poi sostituito dall'Open GDF Suez nel 1993.
Dal 2022, il torneo fa il suo ritorno sotto il nome del nuovo sponsor Trophee Lagardère. Nel 2023, il torneo prende il nome di Trophée Clarins.

## Albo d'oro

### Singolare
| Anno       | Categoria     | Campionessa           | Finalista            | Punteggio        |
| ---------- | ------------- | --------------------- | -------------------- | ---------------- |
| 1987       | WTA Tour      | Sabrina Goleš         | Sandra Wasserman     | 7–5, 6–1         |
| 1988       | Tier V        | Petra Langrová        | Sandra Wasserman (2) | 7–6(0), 6–2      |
| 1989       | Tier V        | Sandra Cecchini       | Regina Rajchrtová    | 6–4, 6(5)–7, 6–1 |
| 1990       | Tier IV       | Conchita Martínez     | Patricia Tarabini    | 7–5, 6–3         |
| 1991       | Tier IV       | Conchita Martínez (2) | Inés Gorrochategui   | 6–0, 6–3         |
| 1992       | Tier IV       | Sandra Cecchini (2)   | Emanuela Zardo       | 6–2, 6–1         |
| 1993- 2021 | Non disputato | Non disputato         | Non disputato        | Non disputato    |
| 2022       | WTA 125       | Claire Liu            | Beatriz Haddad Maia  | 6–3, 6–4         |
| 2023       | WTA 125       | Diane Parry           | Caty McNally         | w/o              |
| 2024       | WTA 125       | Diana Šnajder         | Emma Navarro         | 6–2, 3–6, 6–4    |
| 2025       | WTA 125       | Katie Boulter         | Chloé Paquet         | 3-6, 6-2, 6-3    |

### Doppio
| Anno       | Categoria     | Campionesse                               | Finaliste                             | Punteggio            |
| ---------- | ------------- | ----------------------------------------- | ------------------------------------- | -------------------- |
| 1987       | WTA Tour      | Isabelle Demongeot Nathalie Tauziat       | Sandra Cecchini Sabrina Goleš         | 1–6, 6–3, 6–3        |
| 1988       | Tier V        | Alexia Dechaume Emmanuelle Derly          | Louise Field Nathalie Herreman        | 6–0, 6–2             |
| 1989       | Tier V        | Sandra Cecchini Patricia Tarabini         | Nathalie Herreman (2) Catherine Suire | 6–1, 6–1             |
| 1990       | Tier IV       | Kristin Godridge Kirrily Sharpe           | Alexia Dechaume Nathalie Herreman (3) | 4–6, 6–3, 6–1        |
| 1991       | Tier IV       | Petra Langrová Radka Zrubáková            | Alexia Dechaume (2) Julie Halard      | 6–4, 6–4             |
| 1992       | Tier IV       | Sandra Cecchini (2) Patricia Tarabini (2) | Rachel McQuillan Noëlle van Lottum    | 7–5, 6–1             |
| 1993- 2021 | Non disputato | Non disputato                             | Non disputato                         | Non disputato        |
| 2022       | WTA 125       | Beatriz Haddad Maia Kristina Mladenovic   | Oksana Kalašnikova Miyu Katō          | 5–7, 6–4, [10–4]     |
| 2023       | WTA 125       | Anna Danilina Vera Zvonarëva              | Nadiia Kičenok Alycia Parks           | 5–7, 7–6(2), [14–12] |
| 2024       | WTA 125       | Asia Muhammad Aldila Sutjiadi             | Monica Niculescu Zhu Lin              | 7–6(3), 4–6, [11–9]  |
| 2025       | WTA 125       | Irina Chromačëva Fanny Stollár            | Tereza Mihalíková Olivia Nicholls     | 4-6, 7-6(5), [10-5]  |